# Namentenga
Namentenga är en provins i Burkina Faso.   Den ligger i regionen Centre-Nord, i den centrala delen av landet, 150 km nordost om huvudstaden Ouagadougou. Antalet invånare är 270 909. Arean är 6,5 kvadratkilometer. Huvudort är Boulsa.